# Horovce (powiat Púchov)
Horovce – wieś (obec) na Słowacji, w kraju trenczyńskim, w powiecie Púchov.